# 卓田和広のチャ・チャ・チャ・チャレンジ
卓田和広のチャ・チャ・チャ・チャレンジ（たくたかずひろのチャチャチャチャレンジ）は、北海道放送（HBCテレビ）帯広放送局がかつて毎週土曜日の18:54ころから18:58まで放送した十勝地方向けローカルバラエティ番組。
地方局の支局的なポジションの同局が、広報や地元の話題などの情報番組以外に、バラエティ的な要素を用いたこの番組は十勝地方のローカルテレビ放送史上でも画期的な取り組みであった。卓田和広アナウンサーの初冠番組である。直前番組は全道放送番組「ハローウェザラス(天気予報)」で、天気予報のCM後、各道内局向けにローカル飛び降りポイントが用意されていた。

## 番組の概要
- 毎回あるひとつの指令に、卓田和広アナウンサーがチャレンジをするといういたってシンプルなもの。

## チャレンジ指令
- 激辛カレーを食べる（帯広市内のカレー専門店で「ダイナマイト」を食す。シェフを紹介する際「ライオネルリッチーさん」と間違って紹介する）
- エアロビクス体験
- グライダーを操縦せよ（豊頃飛行場でグライダーに乗るも、乗り物酔いになり、お見苦しい展開になったのか、映像は途中で切れ放送禁止音[1KHz]が出てしまう）
- 新得町で「クライミングタワーに登れ」（途中でギブアップし挫折する、また報道用として一般利用者が挑戦している違うカットを「ウィークリー十勝」で紹介）
- リンボーダンス（HBCの卓田アナの日記には「とある番組」として伏せているが、この模様の写真が掲載されている）
- 新得町で「羊の毛を刈れ」（一般体験が出来る施設で卓田アナも体験）
- 女装をして町ゆく男性に声をかけられよう（途中で投げやりになったのか、ヤンキー風の男性にも卓田アナは果敢にアタックしていく）
- 人気度アップのため、町ゆく人にサインをしよう（中心部の藤丸デパート及び広小路付近で、道行く人に声をかけるも誰も相手にされず、挙句、めがね店前にいた女性店員に無理やりサインをするよう求めるなど大苦戦を強いられたが、女子高校生には人気でしたといったオチがつく）※ちなみにこのめがね店は、当時テレビローカルの「ウィークリー十勝」のスポンサーだった。
- 1kgのステーキを食す（池田町のレストラン）
- ホテル北海館（現・北海道ホテル）のケーキバイキングで何個食べられるか（結局食べ過ぎて、摂取したカロリーを消化するため夜の帯広放送局局舎前で縄跳びをするというオチ）
- スタッドレスタイヤに交換しよう（愛社精神からHBCラジオをかけながら、タイヤ交換をするが、バッテリーがあがってエンジンがかからないというオチ）
- 帯広畜産大学の学生有志vs卓田アナ対決シリーズ（カートレース、腕相撲対決など）
- 十石峠ハイキング（当初、収録を予定していた日が大雨になる恐れがあることから、事前に天気予報を帯広局1階事務室のテレビで確認しているが、なぜかその天気予報は他局のNHKである）
- 一輪車を1週間で乗りこなすことができるか（局舎からほど近い帯広中央公園や帯広局の事務室で練習を繰り広げる）
- ききビール（わからないなぁとなどと言いながらビールを結構グビグビ飲み、終盤は赤らめた顔になって締めくくった）
- 卓田アナのさんまを使った料理教室
- MTBバイクレースを制覇せよ
- バッティングセンターで遊ぼう（豪速の球を打てず、キャッチも出来ないため、最終的に、体中縛られ、球を体で受ける羽目になるも、卓田アナ曰く「先っちょ」にあたり痛がる）
- 帯広局屋上（３階）で卓田アナのマウスキャッチ（髭ダンスのBGMにのせてさまざまなものに挑戦、途中、辛子入りシュークリームを食べさせられるほか、あからさまにウソだと分かるカニもキャッチしている）
- コアラの着ぐるみで丸1日過ごす（60分間のローカル生番組「とべとべ十勝」も担当…一応）
- 池田町でスポーツカイトにチャレンジ（カイトに引きずられてしまう）
- 然別湖で解禁されたオショロコマを釣る（川口浩探検隊のようなオープニングの作りこみは秀逸）
- 帯広グランドホテルでベッドメイキングに挑戦（支配人から不合格）
- 理髪店の髭剃りにチャレンジ（担当ディレクターを実験台にするが血だらけにしてしまう…というオチだが、テレビ上の演出であって実際にはケガをさせてはいない。この番組を立ち上げたディレクターは、現在、本社報道局の記者として活躍中）
- 南富良野町のかなやま湖で水上スキー体験
- ライオネル・リッチー（Lionel Richie）「Say You, Say Me」プロモーションビデオの真似に挑戦
- ステーキ・ヴィクトリアのサラダバーにて、器に１回でどれだけ多く盛れるかに挑戦
- スケートボード店にてスケボーでハーフパイプに挑戦

## スポンサー
- オートサロングループ（後のオーテミ）

## その他
- 卓田アナの札幌放送局（本社）転勤に伴い番組も終了となったが、その後再放送が行われた。その際、マスターテープには提供スポンサーの字幕も入っていたため（帯広放送局からのローカル番組を送出するシステム上と思われる）、スポンサーの提供画面にかぶせて「また来週もお楽しみ」と細工されていた。
- 「広報おびひろ」や「ウィークリーとかち」などでは丸文字の白色の文字スーパが用いられていたが、この番組では色々な文字装飾が出来る装置を使っていた。（NECのパソコンを用いた機械と思われるが詳細不明）
- 情報番組「ウィークリーとかち」や「夕焼けワイドテレビ一番星」とリンクした回もあり、報道用の映像を取り上げたものもある。
- 月の最終土曜日(10:30～11:00）のローカル編成時(通常は「Let's Go Tokachi」を放送)に「増刊号」と題したスペシャルを放送したことがある。また、その際は、第1回目の収録となったカレー店で前枠等の撮影を実施、再び、シェフを「ライオネル・リッチー」とワザと間違えて紹介した。増刊号は、帯広局のテレビローカルCM枠で、随時、放送告知がされていた。
- この番組に限らず、当時の各種ミニ番組やローカルCM送出時は、札幌本局から帯広ローカルに切り替わるタイミングで同期が一瞬乱れ、黒いバーのようなものが映りこんだ。この現象は当番組終了後改善されたが、地上デジタル放送における、原則、親局のみのコールサイン割り当てと、制作スタッフ及びローカル番組の縮小により、自社制作番組及びローカルCM送出は終了した。（STVでは、地上デジタル放送でも道内４ブロックに分けた地域別放送を実施しており、札幌本局から各地域別に送出しているが帯広を含む道東エリア向けのミニ番組は今のところ行われていない）
- 当時の帯広局におけるローカルテレビ番組及びCM送出は、予め1インチの業務用再生機(釧路沖地震の際にこの機器の位置が地震でずれている写真をHBC社史に掲載)に、プログラム順でCM、ローカル番組を1本化してまとめていたため、テープを重ね重ね使用していたせいか、CMや当番組も若干、画像の乱れが生じていた。
- この番組の流れもあってか、卓田アナは後に札幌放送局でHBCテレビのアウトドア番組を担当することになる。